# 源注拾遺
『源注拾遺』（げんちゅうしゅうい）とは、『源氏物語』の注釈書である。高山郷土館蔵本では、『源氏物語拾遺抄（げんじものがたりしゅういしょう）』の外題と、『源氏拾遺（げんじしゅうい）』や『源氏注拾遺（げんじちゅうしゅうい）』の内題とを持っている。

## 概要
江戸時代初期の僧侶であった契沖の著作。奥書などによると元禄9年7月19日（1696年8月16日）初稿成立、最終的な完成は元禄11年正月5日（1698年2月15日）とされる。旧注の集大成とされる『湖月抄』をもととして、その誤り・不備を訂正することを目的として執筆されたものとされる。江戸時代中期から後期にかけて主流になった国学者による『源氏物語』の注釈書の始まりに位置するもので、安藤為章による1703年9月成立の『紫家七論』と並び新注の嚆矢と称される。
契沖は本書に先立って『源偶篇』なる『源氏物語』の辞書を著したとされており、かつては「現在では伝わっていない」とされていたが、外題・内題とも『源氏大和言葉絵巻』とする書物がこの『源偶篇』であると考えられるようになり、『契沖全集』にも収録されるようになっている。

## 内容
本書は全部で8巻8冊からなり、大きくは第一巻の「大意」と第二巻以降の各巻ごとの注釈に分かれる。
第一巻の「大意」は二十六の項目から成り、『源氏物語』の総説とでも言うべきものである。新注の代表的存在である本居宣長による『源氏物語玉の小櫛』などと比べると、従来の旧注の内容をそのまま受け継いでいる部分も多いものの、この中にはそれまでの主流であった儒教的な教戒説をはっきりと退ける『源氏物語』享受史上画期的な論説もあり、これは本居宣長の「もののあはれ」論につながっていくものである。さまざまな資料を駆使して事実を明らかにしていこうという新注に共通の傾向ははっきりと存在するが、この中には『栄花物語』を元に紫式部にはこれまで知られている「大弐三位」以外にもう一人「越後の弁」と呼ばれた娘がいたとする（この両者は呼び方が異なるだけで同一人物である）といった誤りも存在する。それまで主流であった「『源氏物語』は全部で60巻あり、それは天台60巻になぞらえたものである」とする説を、『源氏物語』の作中で仏教がどのように描かれているかを詳細に調べた上で否定しており、それは著者の契沖が高野山で長年仏教を学んだ優れた僧侶であったからこそ可能であったと考えられている。
第二巻から第八巻は各巻の注釈である。その内容は北村季吟の『湖月抄』をもととして、その誤り・不備を訂正する形をとっている。徹底した用例主義をとっており、まず問題となる語句をあげ、それに関する旧注を引き、次に「今案」として自説を述べている。

## 本文
契沖自筆の本書の原本は現在天理図書館に所蔵されている。他に盛岡市立中央公民館本、宮内庁書陵部本、国会図書館本、静嘉堂文庫本などがある。
- 室松岩雄編『国文註釈全書〔第16〕源注拾遺8巻』国学院大学出版部、1910年（明治43年）。
- 佐佐木信綱ほか編『契沖全集 第6巻 註釈書下』朝日新聞社、1926年（大正15年）。
- 築島裕[ほか]編集、久松潜一[ほか]校訂 『契沖全集 第9巻』岩波書店、1974年（昭和49年）。
- 『日本文学古註釈大成 源氏物語古註釈大成 第8巻 源注拾遺他』日本図書センター、1978年（昭和53年）10月。
- 「源註拾遺大意」秋山虔監修、島内景二・小林正明・鈴木健一編集『批評集成・源氏物語 第1巻 近世前期篇』ゆまに書房、1999年（平成11年）5月。ISBN 4-89714-631-3
第一巻「大意」のみ。